# August Fredrik Danckwardt
August Fredrik Danckwardt, född den 1 september 1831 i Santos i Brasilien, död den 15 augusti 1898 i Växjö, var en svensk militär. Han var sonsons son till Carl Gustaf Danckwardt.
Danckwardt blev underlöjtnant vid Marinregementet 1856, löjtnant där 1861 och kapten 1873. Han befordrades till major i armén 1881 och blev major och chef för Blekinge bataljon 1886. Danckwardt beviljades avsked 1889. Han blev riddare av Svärdsorden 1878.